# Harvest Moon (serie)
Harvest Moon (牧場物語?) è una serie di videogiochi creata nel 1996 da Victor Interactive Software. Il primo titolo della serie, Harvest Moon, sviluppato da Pack-In-Video per Super Nintendo Entertainment System è stato pubblicato in America Settentrionale da Natsume e in Europa da Nintendo. Il titolo ha ricevuto conversioni per Wii e Wii U, oltre a numerosi seguiti per diverse piattaforme tra cui Nintendo 64, Nintendo GameCube, PlayStation e PlayStation 2, oltre che per le console portatili Game Boy, Game Boy Advance, Nintendo DS, Nintendo 3DS e PlayStation Portable. Nel 2014 è distribuito da XSEED Games per Nintendo 3DS Story of Seasons, sviluppato da Marvelous.

## Videogiochi

### Serie principale
| Titolo                                | Piattaforma/e                       | Date di uscita                                                      |
| ------------------------------------- | ----------------------------------- | ------------------------------------------------------------------- |
| Harvest Moon                          | Super Nintendo Entertainment System | 9 agosto 1996 22 giugno 1997 29 gennaio 1998                        |
| Harvest Moon GB                       | Game Boy Game Boy Color             | 19 dicembre 1997 14 agosto 1999                                     |
| Harvest Moon 64                       | Nintendo 64                         | 5 febbraio 1999 30 novembre 1999                                    |
| Harvest Moon 2                        | Game Boy Color                      | 6 agosto 1999 7 novembre 2000 30 marzo 2001                         |
| Harvest Moon: Back to Nature          | PlayStation PlayStation Portable    | 16 dicembre 1999 22 novembre 2000 26 gennaio 2001                   |
| Harvest Moon 3                        | Game Boy Color                      | 29 settembre 2000 14 novembre 2001                                  |
| Harvest Moon: Save the Homeland       | PlayStation 2 PlayStation Portable  | 5 luglio 2001 22 novembre 2001                                      |
| Harvest Moon: Friends of Mineral Town | Game Boy Color Game Boy Advance     | 18 aprile 2003 17 novembre 2003 26 marzo 2004                       |
| Harvest Moon: A Wonderful Life        | PlayStation 2 Nintendo GameCube     | 12 settembre 2003 16 marzo 2004 26 marzo 2004                       |
| Harvest Moon DS                       | Nintendo DS                         | 17 marzo 2005 12 settembre 2006 13 aprile 2007 7 giugno 2007        |
| Harvest Moon: Magical Melody          | Nintendo Wii Nintendo GameCube      | 10 novembre 2005 28 marzo 2006 14 marzo 2008                        |
| Harvest Moon DS: Island of Happiness  | Nintendo DS                         | 1º febbraio 2007 26 agosto 2008 12 dicembre 2008 26 marzo 2009      |
| Harvest Moon: Tree of Tranquility     | Nintendo Wii                        | 7 giugno 2007 30 settembre 2008 9 ottobre 2009 22 ottobre 2009      |
| Harvest Moon DS: Sunshine Islands     | Nintendo DS                         | 21 febbraio 2008 12 novembre 2009 3 dicembre 2010 23 dicembre 2010  |
| Harvest Moon: Animal Parade           | Nintendo Wii                        | 30 ottobre 2008 12 novembre 2009 3 dicembre 2010                    |
| Harvest Moon DS: Grand Bazaar         | Nintendo DS                         | 18 dicembre 2008 24 agosto 2010 30 settembre 2011                   |
| Harvest Moon: Hero of Leaf Valley     | PlayStation Portable                | 19 marzo 2009 26 aprile 2010 12 novembre 2010                       |
| Harvest Moon: The Tale of Two Towns   | Nintendo DS Nintendo 3DS            | 8 luglio 2010 20 settembre 2011 29 giugno 2012                      |
| Harvest Moon: A New Beginning         | Nintendo 3DS                        | 23 febbraio 2012 19 ottobre 2012 20 settembre 2013 14 novembre 2013 |
| Harvest Moon: Linking the New World   | Nintendo 3DS                        | 27 febbraio 2014 31 marzo 2015 31 dicembre 2015 9 gennaio 2016      |
| Story of Seasons: Trio of Towns       | Nintendo 3DS                        | 23 giugno 2016 28 febbraio 2017 13 ottobre 2017                     |
| Doraemon: Story of Seasons            | Microsoft Windows, Nintendo Switch  | 13 giugno 2019                                                      |

### Spin-off
| Titolo                                              | Piattaforma/e                       | Date di uscita                                                                                          |
| --------------------------------------------------- | ----------------------------------- | --- |
| Innocent Life: A Futuristic Harvest Moon            | PlayStation Portable, PlayStation 2 | 27 Aprile 2006 22 Marzo 2007 15 Maggio 2007 18 Maggio 2007 PlayStation 2 29 Marzo 2007 12 Febbraio 2008 |
| Rune Factory                                        | Nintendo Ds                         | 24 agosto 2006 14 agosto 2007 13 febbraio 2009 12 marzo 2009                                            |
| Puzzle de Harvest Moon                              | Nintendo DS                         | 6 Novembre 2007                                                                                         |
| Harvest Moon: Frantic Farming                       | iOS,BlackBerry OS,Nintendo DS       | iOS 7 agosto 2009 Nintendo DS 25 agosto 2009 3 dicembre 2010 BlackBerry 31 marzo 2010                   |
| Harvest Moon: My Little Shop                        | Wii                                 | 28 Aprile 2009 23 Novembre 23 2009                                                                      |
| Hometown Story                                      | Nintendo 3DS, iOS                   | 22 Ottobre 2013 12 Dicembre 2013 13 Maggio 2014 14 Giugno 2014 iOS 10 Giugno 2014                       |
| Harvest Moon: The Lost Valley                       | Nintendo 3DS                        | 4 Novembre 2014 19 Giugno 2015 Giugno 20 2015                                                           |
| Return to PopoloCrois: A Story of Seasons Fairytale | Nintendo 3DS                        | 18 Giugno 2015 1 Marzo 2016                                                                             |